# Hato Rey
Hato Rey (in italiano: "fattoria del bestiame del re") è una circoscrizione di San Juan, capitale di Porto Rico. Si trova a nord-est di Río Piedras e a sud-ovest di Santurce.

## Paesaggio urbano
Il suo nome significa "fattoria del re" (hato). Nel XVIII secolo, il bestiame pascolava tra i campi di canna da zucchero della zona. La sua vicinanza a zone residenziali come San Juan, Río Piedras e Miramar la rendeva un luogo perfetto da cui produrre ciò che i suoi residenti avrebbero mangiato. La zona era anche conosciuta come Las Monjas (le monache) a causa di un convento che si trovava nella zona nel XIX secolo.
La parte settentrionale di Hato Rey è un sorprendente contrasto tra degrado e povertà e La Milla de Oro (Il Miglio d'Oro), un tratto che copre effettivamente solo un miglio ma che ospita le sedi centrali di molte grandi banche locali e internazionali. È uno dei centri più importanti dell'economia di Porto Rico e dei Caraibi e qui si trovano anche molti condomini della classe medio-alta.
Hato Rey ospita anche una serie di boutique e ristoranti (principalmente lungo Roosevelt Avenue). Il Coliseum José Miguel Agrelot e la metropolitana Tren Urbano hanno rimodellato Hato Rey, portando persone e aziende nella zona dopo l'orario di lavoro. La metropolitana sta anche contribuendo ad alleviare i problemi di traffico nella zona decongestionando le strade. La sede principale della confraternita Phi Sigma Alpha si trova in Mexico Street a Hato Rey. L'Hato Rey Lions Club, fondato nel 1955, si trova in Alhambra Street, di fronte al Politecnico.
A causa della sua posizione, molti pendolari che si dirigono verso la Vecchia San Juan devono attraversare Hato Rey.

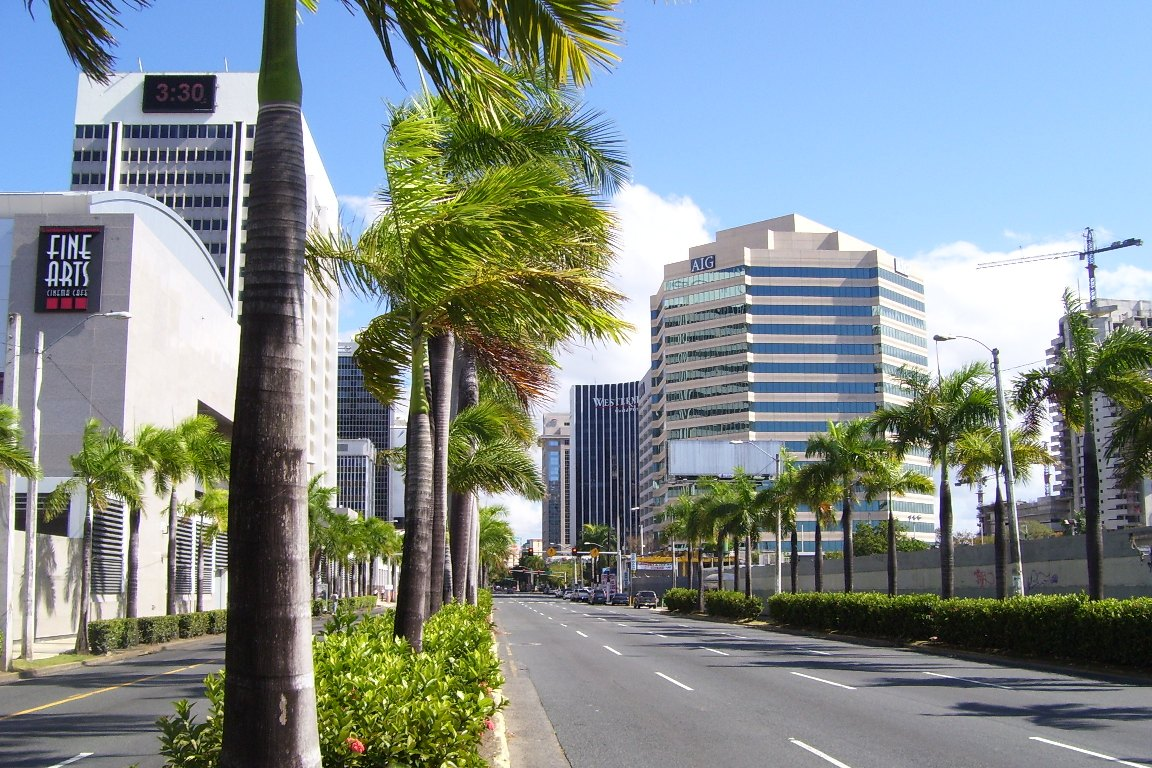
Milla de Oro

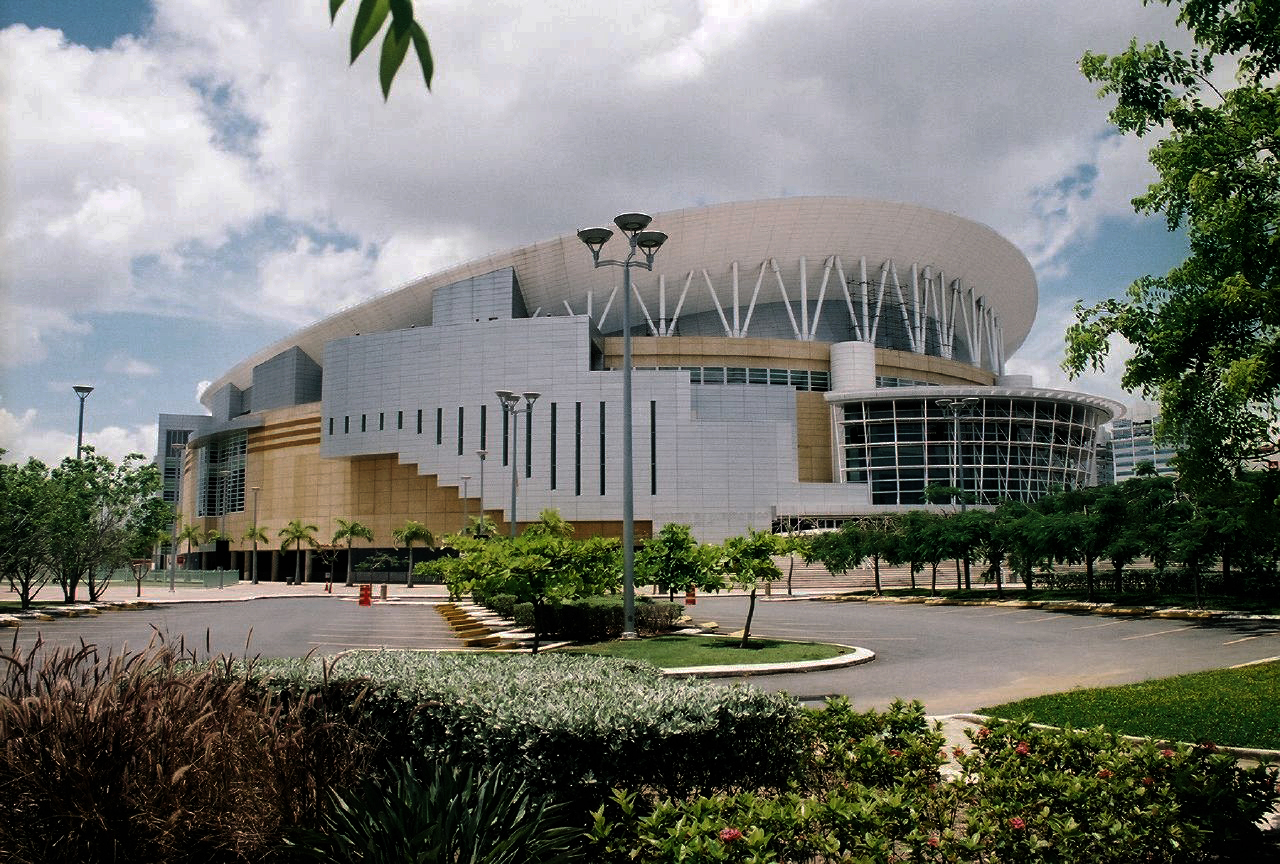
Coliseo de Puerto Rico

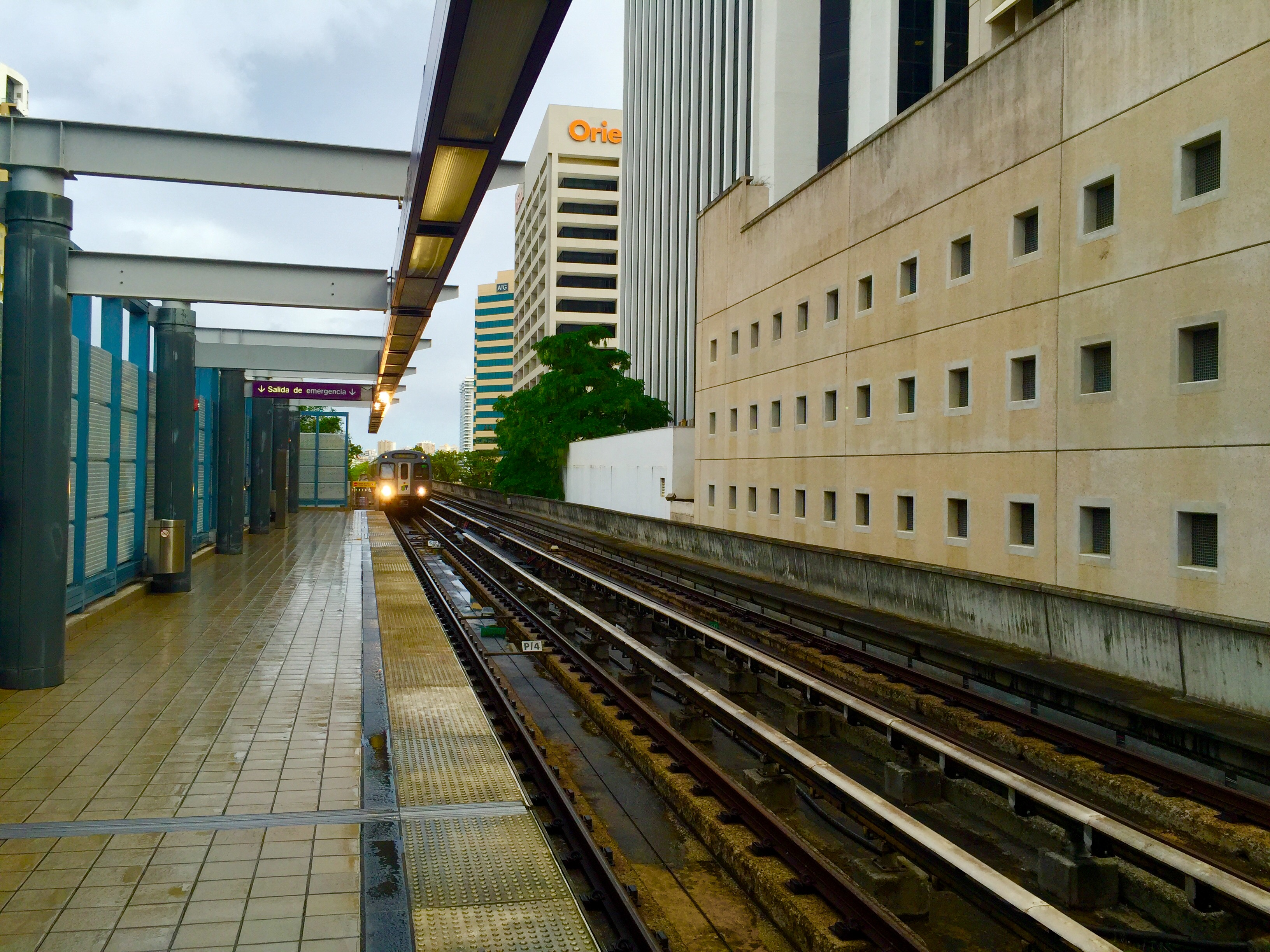
Stazione Roosevelt del Tren Urbano

## Economia

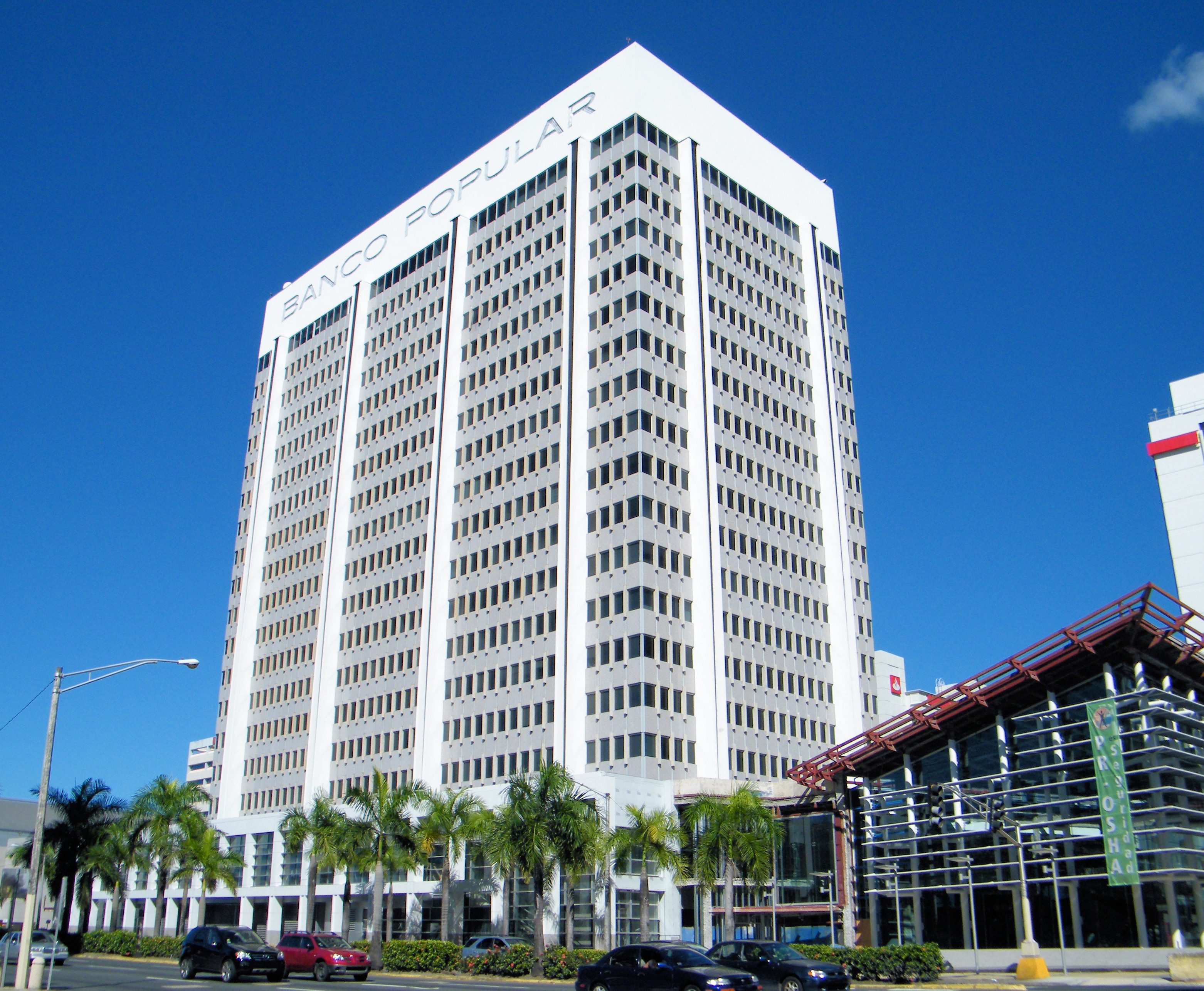
Sede centrale della Popular, Inc. a Hato Rey

Tra gli edifici importanti di Hato Rey c'è la sede centrale del Banco Popular, che nel 1965 era l'edificio più alto di Hato Rey. Plaza Las Américas, un grande centro commerciale, si trova a Hato Rey, così come il Coliseo Roberto Clemente. Anche il quartier generale dell'FBI di Porto Rico si trova a Hato Rey. A causa della vicinanza della zona all'aeroporto, le principali compagnie aeree, come Avianca, hanno uffici a Hato Rey.
Compaq a un certo punto gestiva i suoi uffici di Porto Rico a Hato Rey.